# Лекције из хемије
Лекције из хемије (енгл. Lessons in Chemistry) америчка је телевизијска мини-серија коју је развио Ли Ајзенберг по истоименом роману Бони Гармус. Бри Ларсон тумачи главну улогу Елизабет Зот која почиње да води сопствену феминистичку кулинарску емисију у САД 1960-их.
Серију је емитовао Apple TV+ почевши од 13. октобра 2023. Добила је позитивне рецензије критичара и била номинована за две награде Златни глобус.

## Радња
Након што је отпуштена са посла лабораторијског техничара, хемичарка Елизабет Зот користи свој нови посао водитељке телевизијске кулинарске емисије из 1960-их како би едуковала домаћице о научним темама.

## Улоге
| Глумац             | Улога                   |
| ------------------ | ----------------------- |
| Бри Ларсон         | Елизабет Зот            |
| Луис Пулман        | Калвин Еванс            |
| Ејжа Наоми Кинг    | Харијет Слоун           |
| Стефани Каниг      | Фран Фраск              |
| Патрик Вокер       | велечасни Кертис Вејкли |
| Дерек Сесил        | др Роберт Донати        |
| Томас Мен          | Боривајц                |
| Енди Дејли         | др Ричард Прајс         |
| Алис Холси         | Мадлин Зот              |
| Аменти Слеџ        | Линда Слоун             |
| Јасир Хашим Лафонд | Џејмс Слоун             |
| Џошуа Хувер        | Ентони Пауерс           |
| Кевин Сасман       | Волтер Пајн             |
| Ерик Еван Џексон   | др Леланд Мејсон        |
| Пол Џејмс          | Чарли Слоун             |
| Рејн Вилсон        | Фил Лебенсмал           |

## Епизоде
| Бр. еп. | Наслов | Редитељ         | Teleplay by                               | Премијера          |
| ------- | ------ | --------------- | ----------------------------------------- | ------------------ |
| 1       |        | Сара Адина Смит | Ли Ајзенберг                              | 13. октобар 2023.  |
| 2       |        | Сара Адина Смит | Елиса Карасик                             | 13. октобар 2023.  |
| 3       |        | Берт и Берти    | Ли Ајзенберг и Емили Фокс                 | 20. октобар 2023.  |
| 4       |        | Берт и Берти    | Елиса Карасик                             | 27. октобар 2023.  |
| 5       |        | Милисент Шелтон | Ли Ајзенберг и Емили Фокс                 | 3. новембар 2023.  |
| 6       |        | Милисент Шелтон | Бони Гармус, Ли Ајзенберг и Елиса Карасик | 10. новембар 2023. |
| 7       |        | Тара Миле       | Елиса Карасик                             | 17. новембар 2023. |
| 8       |        | Тара Миле       | Ли Ајзенберг                              | 22. новембар 2023. |